# Feria de Valladolid
La Feria de Valladolid (també Feria de muestras de Valladolid) és un consorci les activitats del qual són l'organització i desenvolupament de fires, congressos i esdeveniments. La temàtica dels certàmens inclou els més diversos àmbits de l'economia: turisme d'interior, mobilitat sostenible, arquitectura, caça i pesca, restauració del patrimoni, noves tecnologies, alimentació i maquinària agrícola, entre d'altres. En 2009 es van celebrar 21 certàmens.
La composició actual del consorci, que es va constituir en 1963, és la següent: Junta de Castella i Lleó, Ajuntament de Valladolid, Diputació de Valladolid i Cambra de Comerç i Indústria de Valladolid. Els òrgans de govern de la Institució Firal són el Ple del Consorci i el Comitè Executiu.

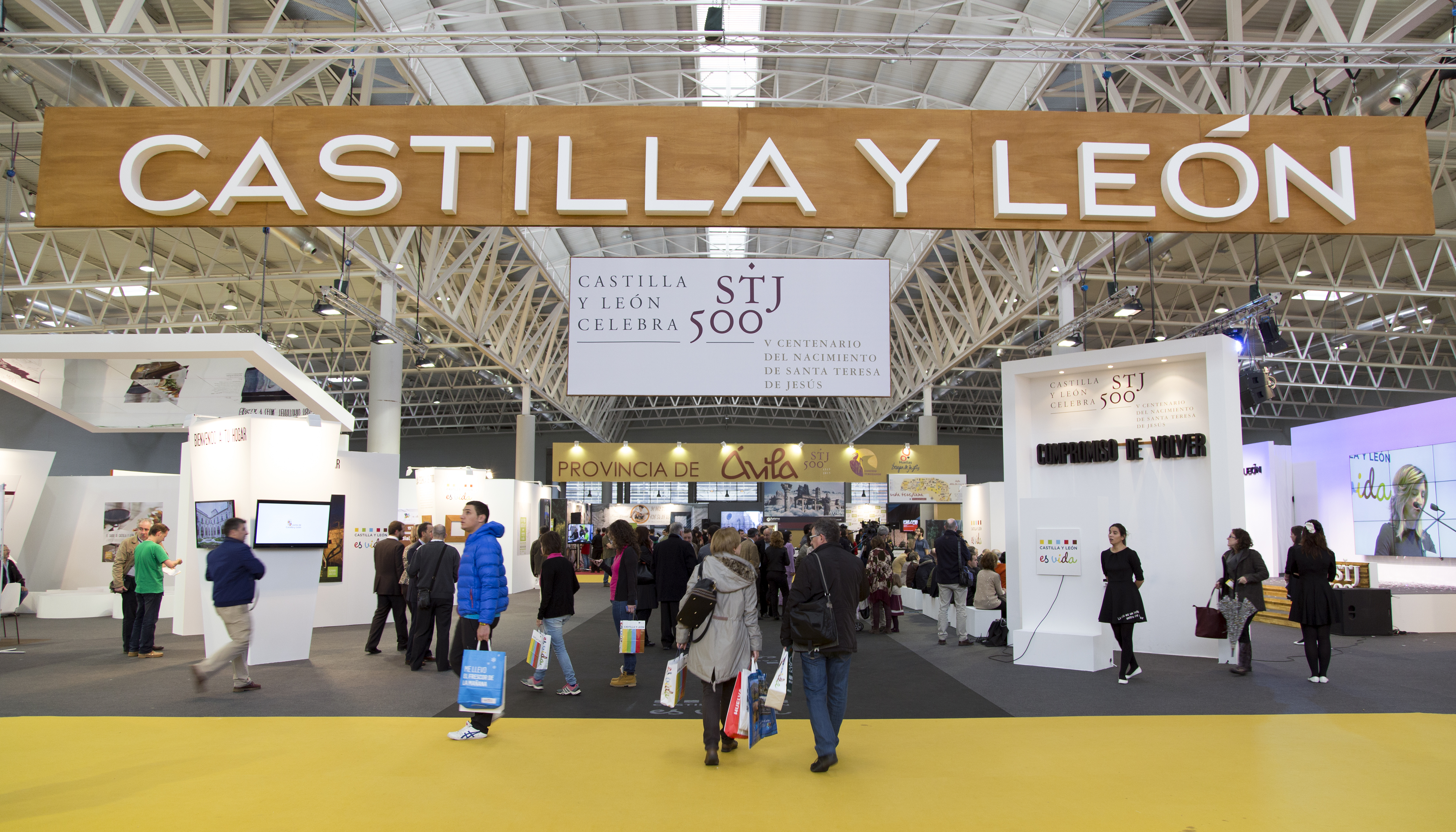
Presentació Exposició Santa Teresa a INTUR 16

## Recinte
La Feria de Valladolid compta amb un recinte firal urbà integrat per quatre pavellons coberts, un Centre de Congressos i espais a l'aire lliure. La superfície total suma 100.000 metres quadrats, dels quals 60.686 corresponen a zones expositives. Les instal·lacions congressuals disposen de 13 espais entre els quals s'inclouen dos auditoris, amb aforaments de 612 i 328 places, sales polivalents i pavellons capaços d'albergar fins a 10 000 persones.
Durant l'any 2020 i a causa de la crisi sanitària pel COVID-19 el pavelló 4 es va habilitar com a hospital de campanya.

## Fires
El calendari de salons celebrats en la Fira de Valladolid inclou esdeveniments d'organització pròpia, fires externes i certàmens promoguts en col·laboració amb altres entitats i empreses.
El Salón del Vehículo y Combustible Alternativos, Intur, Manten-er, Labora, Arpa, Encuentro TIC’s, Admira, Semana Ibérica de Caza y Pesca, Fimascota, Creativa, Stock, De Boda, Feriauto, Fimascota, Sivall, Iberwine, Alimentaria, Feria de Muestras y Agraria són algunes de les convocatòries que es duen a terme en el calendari de la Fira de Valladolid.

## Accessos
- La línia d'AVE Valladolid - Madrid ha reduït a 55 minuts el temps de viatge entre les dues ciutats.

- L'aeroport es troba a deu quilòmetres del recinte firal, en el terme de Villanubla. L'accés es realitza a través de la carretera 
 N-601 .

- Des de qualsevol de les autovies i carreteres que conflueixen a la ciutat és possible prendre l'anell interior de circumval·lació des del qual s'accedeix al recinte firal.

- Autobús; Les línies d'AUVASA 3, 4, 5, 6, 8, 24, CA, C2, B2, B3 i f6 tenen parada a la vora del recinte firal o a les proximitats.

- Taxis; Parada de taxi en la façana principal.